# Jan Olphert de Jong van Beek en Donk (1806-1886)
Jan Olphert de Jong van Beek en Donk (Veghel, 6 september 1806 – Beek en Donk, huis Beek en Donk 24 oktober 1886) was een Nederlandse politicus.

## Leven en werk
De Jong was lid van de familie De Jong en een zoon van jhr. mr. Johannes de Jong van Beek en Donk, heer van Beek en Donk (1758-1846), erfsecretaris van Veghel en Erp, lid gedeputeerde staten van Noord-Brabant, en Petronella Cornelia Vaillant (1773-1841). Hij trouwde in 1833 met Wilhelmina Josephine Eleonore d'Aumerie (1804-1878) uit welk huwelijk vier kinderen werden geboren. Hij was de grootvader van de gelijknamige Jan Olphert de Jong van Beek en Donk (1863-1935), burgemeester en Gouverneur van Curaçao.
Na zijn studie rechten te Utrecht promoveerde hij in 1827 en werd De Jong advocaat. Van 1838 tot 1856 was hij officier van justitie te Eindhoven. In 1843 werd hij verkozen tot lid van de Tweede Kamer wat hij bleef tot 1849. Hij toonde zich in de Kamer een gematigd liberaal. Na de kamerperiode bleef hij officier van justitie tot hij in 1856 werd benoemd tot president Provinciaal Gerechtshof te Utrecht, hetgeen hij tot 1875 bleef.
In 1845 werd hij benoemd tot ridder in de Orde van de Nederlandse Leeuw.
- Biografisch Portaal: 50975651
- International Standard Name Identifier: 0000 0001 1119 4080
- Library of Congress Control Number: n85273532
- Nederlandse Thesaurus van Auteursnamen: 072381930
- Parlement.com: vg09llstbgzx
- Virtual International Authority File: 68938828
- WorldCat: E39PBJfWWqpWQDD3WmXVbkPG73